# جيمس شان
جيمس شان (بالإنجليزية: James Shan)‏ هو مدرب كرة قدم ولاعب كرة قدم بريطاني، ولد في 28 أكتوبر 1978 في Bordesley Green ‏ في المملكة المتحدة. لعب مع وست بروميتش ألبيون.

## وصلات خارجية
- جيمس شان على موقع قاعدة بيانات كرة القدم.إي يو (الإنجليزية)
- جيمس شان على موقع عالم كرة القدم.نت (الإنجليزية)